# Lowell Thomas
Lowell Jackson Thomas (6 de abril de 1892 - 29 de agosto de 1981) fue un escritor, viajero y presentador de radio y televisión de nacionalidad estadounidense. Es reconocido por haber popularizado a T.E. Lawrence como “Lawrence de Arabia”.

## Selección de obras
- With Lawrence in Arabia, 1924
- Count Luckner (El diablo del mar), 1927
- The Boy's Life of Colonel Lawrence, 1927
- The Hero of Vincennes: the Story of George Rogers Clark, 1929
- Rolling Stone: The Life and Adventures of Arthur Radclyffe Dugmore, 1931 (relato biográfico sobre Arthur Radclyffe Dugmore)
- Rudyard Kipling (anecdotario sobre Kipling), 1936
- Seven Wonders of the World, 1956
- Book of the High Mountains, 1964 (ISBN 978-0671202392)
- Famous First Flights That Changed History, 1968 (ISBN 1-59228-536-8)
- Doolittle: A Biography, 1976 (ISBN 0-385-06495-0)
- So Long Until Tomorrow, 1977 (ISBN 0-688-03236-2)

## Proyección como personaje
- Thomas aparece como personaje ficticio en la película de David Lean   Lawrence of Arabia  (1962) en el papel del periodista estadounidense Jackson Bentley, interpretado por Arthur Kennedy. Un cuarto de siglo después fue encarnado con mayor precisión por el actor Adam Henderson, en A Dangerous Man: Lawrence After Arabia(1990).

- Asimismo, aparece en un episodio de la serie The Young Indiana Jones Chronicles, que se desarrolla en Marruecos en 1917. Thomas (interpretado por Evan Richards), recién llegado de sus aventuras con Lawrence en Arabia, se encuentra con el joven Indy (Sean Patrick Flanery) y la novelista Edith Wharton (interpretada por Clare Higgins).